# Wormen (dieren)
Wormen zijn een informele groep van dieren die meer dan 25.000 soorten telt. Bekende stammen van wormen zijn de ringwormen (Annelida), de platwormen (Platyhelminthes) en de snoerwormen (Nemertea). 
De naam 'worm' wordt gebruikt voor een aantal ongewervelde dieren met een enigszins gelijkend uiterlijk, maar sterk afwijkende afstamming en ontwikkeling. Wormen zijn een informele, parafyletische groep, het is geen echte verwantschapsgroep maar meer een verzameling van diverse groepjes uit verschillende andere diergroepen. De platwormen bijvoorbeeld behoren tot de Platyzoa, waartoe ook de afwijkende raderdieren behoren.
Wormen komen over de hele wereld en in de meest uiteenlopende omgevingen voor. Sommige soorten leven op het land of in zoet water, maar de meeste wormen leven in zee. Ook de levenswijze is zeer variabel; veel soorten leven parasitair op of in andere dieren, andere zijn vrijlevend of niet-parasitair. Gemeenschappelijke kenmerken zijn het weke, langwerpige lichaam en de meestal geringe lengte van enkele millimeters tot centimeters. Er zijn echter ook uitzonderingen die meer dan 10 meter lang kunnen worden, zoals de runderlintworm (Taenia saginata).

## Wormachtig
Een relatief lang, dun en pootloos lichaam wordt in de biologie wormachtig genoemd en vele dieren die niets met wormen te maken hebben, dragen dan ook de naam -worm, zoals wormsalamanders, -hagedissen en -slangen. De hazelworm is een pootloze hagedis, die overigens niet behoort tot de wormhagedissen. Ook sommige insecten (oorworm) en hun larven worden soms worm genoemd, zoals de koperworm of ritnaald (larve van de kniptor) en de meel- en morioworm, larven van zwartlijfkevers.

## Taxonomie
Onderstaand enkele van de bekendere groepen van wormen, zonder verdere indeling.
- Acanthocephala (Haakwormen)
- Annelida (Ringwormen)
- Chaetognatha (Pijlwormen)
- Gnathostomulida (Tandmondwormen)
- Nematoda (Rondwormen)
- Nematomorpha (Snaarwormen)
- Nemertea (Snoerwormen)
- Onychophora (Fluweelwormen)
- Platyhelminthes (Platwormen)
- Sipuncula (Spuitwormen)
- Priapulida (Peniswormen)